# پل باران
 پل باران (انگلیسی: Paul Baran؛ زاده ۲۹ آوریل ۱۹۲۶ درگذشته ۲۶ مارس ۲۰۱۱) یک دانشمند اهل ایالات متحده آمریکا بود.
وی همچنین برنده جوایزی همچون مدال ملی فناوری و نوآوری شده است.